# Glukosid

Bensoyl-β-D-glukosid. En bensoylgrupp (till höger) är bunden till en D-glukosring (till vänster) med en β-glykosidbindning. Vid hydrolys delas molekylen upp i D-glukos och aglykonen bensoesyra.

En glukosid är en organokemisk förening i vilken en glukosmolekyl är bunden med en glykosidbindning till en OH-grupp (som en alkohol eller fenol). En glukosid är alltså en glykosid där sockerarten är glukos och som ger glukos och en icke-sockerdel (aglykon) vid hydrolys. Exempel på glukosider är antocyaniner, prunasin och salicin. En α-glukosid har en α-glykosidbindning, en β-glukosid en β-glykosidbindning.
Tidigare användes glukosid som synonym till glykosid. Detta lever till viss del kvar.